# Ronde van Almaty 2014
De 2e editie van de wielerwedstrijd Ronde van Almaty werd gehouden op 5 oktober 2014. De wedstrijd startte en eindigde in Almaty. De wedstrijd maakte deel uit van de UCI Asia Tour 2014, in de categorie 1.1. In 2013 won de Kazach Maksim Iglinski de eerste editie. Deze editie werd gewonnen door zijn landgenoot Aleksej Loetsenko.

## Deelnemende ploegen
| WorldTour | ProContinentaal | Continentaal                    | Nationaal   |
| --------- | --------------- | ------------------------------- | ----------- |
| Astana    | Bardiani CSF    | Vino 4ever                      | Kazachstan  |
| Katjoesja | Novo Nordisk    | Alpha Baltic-UnityMarathons.com | Moldavië    |
|           | RusVelo         | Bike Aid-Ride for Help          | Mongolië    |
|           |                 | CCN                             | Oezbekistan |
|           |                 | Gebrüder Weiss-Oberndorfer      | Roemenië    |
|           |                 | Kolss                           |             |
|           |                 | La Pomme Marseille              |             |
|           |                 | Pishgaman Yazd                  |             |
|           |                 | RTS-Santic                      |             |
|           |                 | Synergy Baku                    |             |

## Uitslag
| Plaats  | Naam                   | Ploeg              | Tijd     |
| ------- | ---------------------- | ------------------ | -------- |
| Winnaar | Aleksej Loetsenko      | Astana             | 4u12'17" |
| 2       | Sergej Tsjernetski     | Katjoesja          | z.t.     |
| 3       | Sergej Lagoetin        | RusVelo            | + 21"    |
| 4       | Domingos Gonçalves     | La Pomme Marseille | z.t.     |
| 5       | Julien Antomarchi      | La Pomme Marseille | + 29"    |
| 6       | Stepan Astafjev        | Vino 4ever         | z.t.     |
| 7       | Andrea Piechele        | Bardiani CSF       | z.t.     |
| 8       | Aljaksandr Koetsjynski | Katjoesja          | z.t.     |
| 9       | Oleksandr Polivoda     | Kolss              | z.t.     |
| 10      | Vincenzo Nibali        | Astana             | + 35"    |
| 11      | Aleksandr Djatsjenko   | Astana             | + 1'32"  |
| 12      | Serghei Țvetcov        | Roemenië           | + 1'48"  |
| 13      | Andrej Zejts           | Astana             | z.t.     |
| 14      | Sonny Colbrelli        | Bardiani CSF       | + 2'16"  |
| 15      | Vladimir Goesev        | Katjoesja          | z.t.     |
| 16      | Rémy Di Grégorio       | La Pomme Marseille | + 2'24"  |
| 17      | Artjom Ovetsjkin       | RusVelo            | z.t.     |
| 18      | Kirill Pozdnjakov      | RusVelo            | z.t.     |
| 19      | Nicola Ruffoni         | Bardiani CSF       | + 2'35"  |
| 20      | Arman Kamysjev         | Astana             | z.t.     |
|         |                        |                    |          |
| 82      | Lex Nederlof           | CCN                | + 14'06" |

## UCI Asia Tour
In deze Ronde van Almaty waren punten te verdienen voor de ranking in de UCI Asia Tour 2014. Enkel renners die uitkwamen voor een (pro-)continentale ploeg, maakten aanspraak om punten te verdienen.
| Positie | 1e | 2e | 3e | 4e | 5e | 6e | 7e | 8e | 9e | 10e | 11e | 12e |
| Punten  | 80 | 56 | 32 | 24 | 20 | 16 | 12 | 8  | 7  | 6   | 5   | 3   |

2013 ·
2014 ·
2015 ·
2016 ·
2017 ·
2018 ·
2019 ·
2020 ·
2021
 Japan Cup · 
 Ronde van Hainan · 
 Ronde van het Taihu-meer · 
 Ronde van Dubai · 
 Ronde van Qatar · 
 Ronde van Oman · 
 Ronde van Langkawi · 
 Ronde van Taiwan · 
 Ronde van Japan · 
 Ronde van Korea · 
 Ronde van Iran · 
 Ronde van het Qinghaimeer · 
 Ronde van China I · 
 Ronde van China II · 
 Ronde van Almaty · 
 Japan Cup · 
 Ronde van Hainan · 
 Ronde van het Taihu-meer